# Saint-Geniez-ô-Merle
Saint-Geniez-ô-Merle Giniés es una comuna francesa situada en el departamento de Corrèze, en la región de Nueva Aquitania.

## Demografía
| 133 | 187 | 169 | 180 | 135 | 116 | 107 | 89 |
| Para los censos de 1962 a 1999 la población legal corresponde a la población sin duplicidades (Fuente: INSEE [Consultar]) |     |     |     |     |     |     |    |